# STS-100
|  | Denne artikel handler om en mission i rumfærge-programmet. For informationer om programmet se rumfærge-programmet. |

STS-100 (Space Transportation System-100) var rumfærgen Endeavours 16. mission, opsendt d. 19. april 2001 og vendte tilbage d. 1. maj 2001.
Hovedformålet med missionen var at rumfærgen medbragte den canadiske robot arm Canadaarm2
 og forsyninger i Raffaello containeren til Den Internationale Rumstation.
To rumvandringer blev fuldført på missionen der varede i næsten 12 døgn.

## Besætning
- Kent Rominger (kaptajn)
- Jeffrey Ashby (pilot)
- Chris Hadfield (CSA) (1. missionsspecialist)
- John Phillips (2. missionsspecialist)
- Scott Parazynski (3. missionsspecialist)
- Umberto Guidoni (ESA) (4. missionsspecialist)
- Jurij Lontjakov (RSA) (5. missionsspecialist)

## Missionen
- Rumfærgen opsendes.
- Robot armen Canadaarm2
- Rumfærgen lander.

Det var en af missionerne der skulle udbygge Den Internationale Rumstation.
Andre ISS udbygnings-missioner: STS-88, STS-92, STS-97, STS-98, STS-102, STS-104, STS-110, STS-111, STS-112, STS-113, STS-114, STS-115, STS-116, STS-117, STS-118, STS-120, STS-122, STS-123, STS-124, STS-119, STS-127, STS-129, STS-130, STS-132 og STS-133.

Hovedartikler: